# Cryptolabis atmophora
Cryptolabis atmophora är en tvåvingeart som beskrevs av Alexander 1929. Cryptolabis atmophora ingår i släktet Cryptolabis och familjen småharkrankar. Inga underarter finns listade i Catalogue of Life.